# Monze (Zambia)
Monze è un centro abitato dello Zambia, situato nella Provincia Meridionale e in particolare nel Distretto di Monze.